# Ciriaco Errasti
Ciriaco Errasti Siunaga (Eibar, 1904. augusztus 8. – Eibar, 1984. november 8.), legtöbbször egyszerűen Ciriaco, spanyol labdarúgóhátvéd.